# Радулинська сільська рада
Радулинська сільська рада — колишня адміністративно-територіальна одиниця та орган місцевого самоврядування у Баранівському і Новоград-Волинському районах Волинської округи, Київської й Житомирської областей Української РСР та України з адміністративним центром у с. Радулин.

## Населені пункти
Сільській раді були підпорядковані населені пункти:
- с. Радулин
- с. Зелений Гай

## Населення
Кількість населення ради станом на 1923 рік становила 1 210 осіб, кількість дворів — 264.
Відповідно до результатів перепису населення СРСР, кількість населення ради станом на 12 січня 1989 року становила 679 осіб.
Станом на 5 грудня 2001 року, відповідно до перепису населення України, кількість мешканців сільської ради становила 629 осіб.

## Склад ради
Рада складалася з 12 депутатів та голови.

## Керівний склад сільської ради
| ПІБ                       | Основні відомості                                                 | Дата обрання | Дата звільнення |
| ------------------------- | ----------------------------------------------------------------- | ------------ | --------------- |
| Приймак Микола Андрійович | Сільський голова, 1950 року народження, освіта, безпартійний      | 26.03.2006   | 31.10.2010      |
| Приймак Микола Андрійович | Сільський голова, 1950 року народження, освіта вища, безпартійний | 31.10.2010   | 25.03.2014      |

Примітка: таблиця складена за даними джерела

## Історія
Створена 1923 року в с. Радулин Смолдирівської волості Новоград-Волинського повіту Волинської губернії. З 1 жовтня 1941 року на обліку значилося с. Зелений Гай.
Станом на 1 вересня 1946 року входила до складу Баранівського району Житомирської області, на обліку в раді перебували с. Радулин та хутір Зелений Гай.
11 січня 1960 року, відповідно до рішення Житомирського облвиконкому № 2 «Про зміни в адміністративно-територіальному поділі сільських рад в районах області», територію та населені пункти ради приєднано до складу Мирослальської сільської ради Баранівського району. Відновлена 17 серпня 1964 року, відповідно до рішення Житомирського ОВК № 330 «Про зміни в адміністративно-територіальному поділі Бердичівського, Дзержинського і Новоград-Волинського районів», шляхом перенесення адміністративного центру Мирославльської сільської ради до с. Радулин з відповідним її перейменуванням. Одночасно села Зрубок та Мирославль підпорядковано Суємецькій сільській раді Баранівського району.
На 1 січня 1972 року сільська рада входила до складу Баранівського району Житомирської області, на обліку в раді перебували села Зелений Гай та Радулин.
Припинила існування 12 листопада 2015 року через об'єднання до складу Дубрівської сільської територіальної громади Баранівського району Житомирської області.
Входила до складу Баранівського (7.03.1923 р., 8.12.1966 р.) та Новоград-Волинського (30.12.1962 р.) районів.